# Nivell de sensibilitat a la humitat
El Nivell de sensibilitat a la humitat (amb acrònim anglès MSL, Moisture sensitibity level) fa referència a les precaucions de manipulació i embalatge que cal seguir per als components electrònics que s'anomenen semiconductors. L'MSL és un estàndard electrònic que ens informa del període que un dispositiu sensible a la humitat pot estar exposat a condicions ambientals determinades (30 °C / 85 (30 °C / 85 % RH at Level 1; 30 °C / 60 % RH at all other levels). La tendència actual és que els semiconductors vagin disminuint de mida, la qual cosa implica una alta densitat de terminals que van soldats. La humitat atrapada en aquesta matriu de terminals, en el procés de soldadura, provoca l'expansió de les molècules d'aigua que a la vegada provoquen esquerdes a l'estructura dels semiconductors. Aquests danys consisteixen en trencaments de l'estructura de suport del dau de silici, l'encapsulat i les seves connexions (wire bonding). L'organització electrònica IPC va elaborar l'estàndard IPC-M-109 que especifica els nivells de sensibilitat en funció del temps màxim permès que poden estar sense atmosfera inert, o sigui, el temps un cop s'ha obert l'embalatge de proteccióː
| Nivell | Temps màxim                  | Condicions                |
| ------ | ---------------------------- | ------------------------- |
| MSL 6  | Cal escalfar abans de soldar | 25 °C 85 humitat relativa |
| MSL 5A | 24 hores                     | 25 °C 85 humitat relativa |
| MSL 5  | 48 hores                     | 25 °C 85 humitat relativa |
| MSL 4  | 72 hores                     | 25 °C 85 humitat relativa |
| MSL 3  | 168 hores                    | 25 °C 85 humitat relativa |
| MSL 2A | 4 setmanes                   | 25 °C 85 humitat relativa |
| MSL 2  | 1 any                        | 25 °C 85 humitat relativa |
| MSL 1  | infinit                      | 25 °C 85 humitat relativa |